# José Comellas
José Comellas y Carmona (Matanzas, 21 février 1842 – La Havane, 9 février 1888) est un pianiste et compositeur cubain.

## Biographie
Il naît à Matanzas à moins de cent kilomètres à l'Est de La Havane d'une famille catalane immigrée. Son père était à la fois violoniste, pianiste, chef d'orchestre et chef de chœur et avait été directeur musical du théâtre de Valence en 1839. 

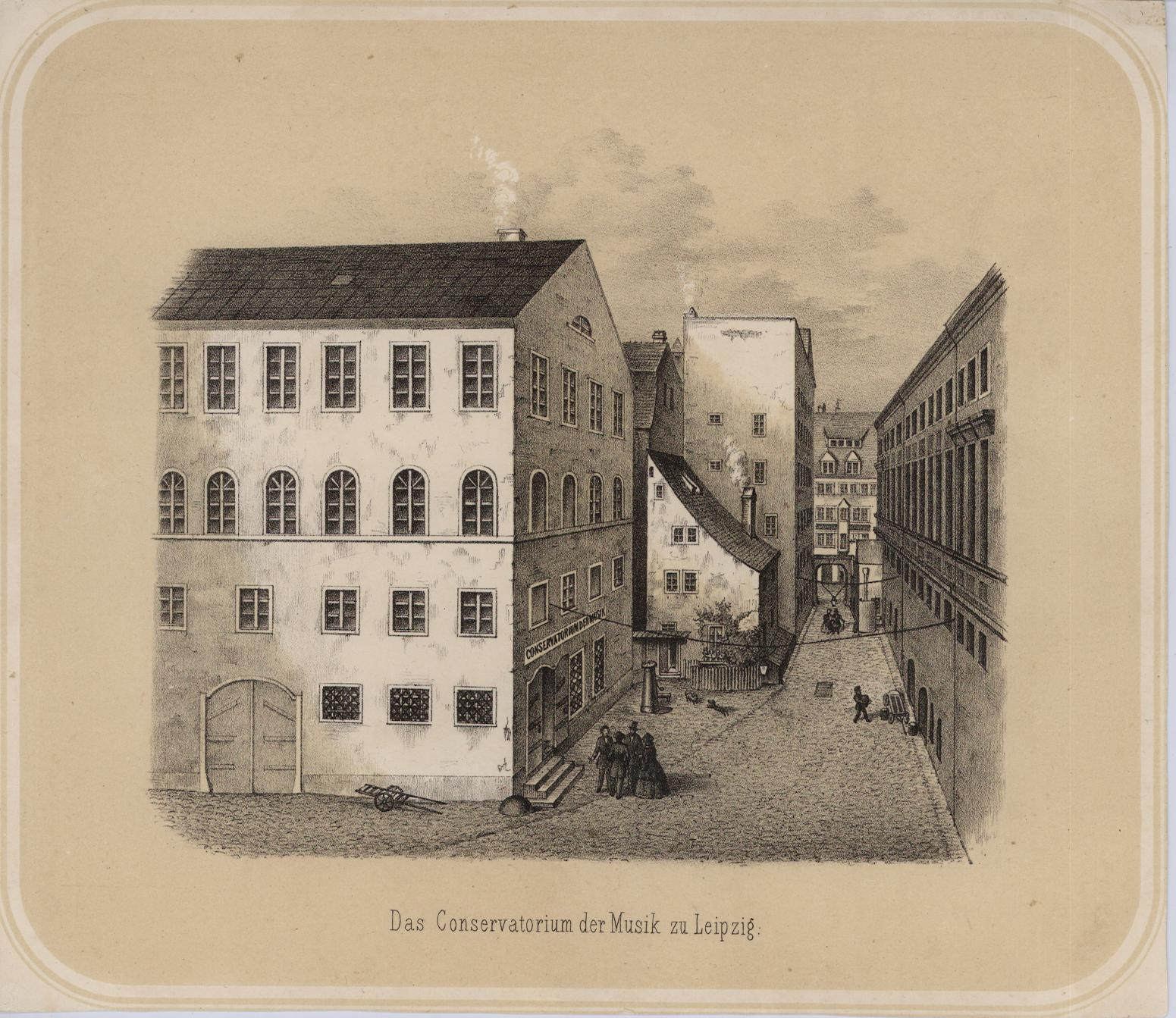
Le vieux conservatoire de Leipzig, vers 1850.

Le jeune José Comellas reçoit des leçons de violon et de piano de son père, tout comme ses sœurs, Dolores et Altagracia. Comellas est rapidement considéré comme un enfant prodige. Puis il fait ses études en Europe, choisissant le Conservatoire de Leipzig (autour de 1854), plutôt que Paris. Il y reçoit l'enseignement de Ferdinand David pour le violon et Ignaz Moscheles pour le piano.
À partir du début des années 1870, il s'installe à Baltimore aux États-Unis, où il est professeur de nombreuses années au Conservatoire Peabody. Il donne des concerts avec pour programme sa Sonata brillante, Beethoven et Chopin, en solo et de la musique de chambre : Trio op. 10, de Beethoven et Sonate pour violon, op. 10 no 3, avec quelques pièces pour piano de Chopin. En 1885, il déménage à New York où il enseigne en cours privés.
Comellas meurt à La Havane pour des raisons inconnues, tout juste avant son quarante-sixième anniversaire.

## Œuvres
Le style de Comellas est ancré dans la musique de salon du milieu du XIXe siècle héritée de Schubert et de l'opéra romantique, mais il possède son propre et authentique langage.
- Souvenir, op. 1 (pub. 1874)
- Adieu à La Havane, op. 2  pour flûte et piano
- Washington et Lincoln : Élégie sur la tombe de ces deux Héros, op. 3 (pub. 1867 Schirmer)
- Vienne, Grande valse pour le piano, op. 4 (pub. 1874)
- Illustration, op. 6
- Natalie, mazurka op. 10 (1874)
- Far Away, nocturne, op. 12 (pub. 1874)
- Leipzig, op. 16
- Separation, op. 20 (pub. 1877 Schirmer)
- Sonata brillante, pour piano, op. 21 (pub. 1876 Schirmer)
- Nocturne, op. 24 (pub. 1885)
- Le retour, nocturne op. 25 (pub. 1885)
- The Five Roses, mazurka, op. 26 (pub. 1885)
- Barcarole, op. 27
- Christmas Toys, petite polka (1885)

Incipit de la Sonata Brillante

## Discographie
Musique pour piano - José Raúl López, piano (23 juillet/15 décembre 2014, 29 juillet/21 décembre 2015, Toccata Classics TOCC0347)